# Ashmit Patel
Ashmit Patel (ur. 13 stycznia 1978 w Mumbaju, Indie) – bollywoodzki aktor. Syn aktorki Ashy Patel, młodszy brat Amishy Patel, wnuk prawnika indyjskiego Rajniego Patela.
Ukończył studia na University of Texas at Austin. Był związany z aktorkami Tanyą Singh, Amritą Arorą, Ayeshą Takią i Riyą Sen.

## Filmografia
- The Flag (2007) (w produkcji)
- Friends Forever (2006)
- Tum Mere Ho (2006)
- Kudiyon Ka Hai Zamana (2006) – Amar
- Rokda (2006)
- Daag – Shades Of Love (2006)
- Dil Diya Hai (2006) – Kunaal Malik
- Banaras: A Mystic Love Story (2006) – Sohan
- Fight Club – Members Only (2006) – Dinesh
- Silsilay (2005) – Nikhil
- Nazar (film) (2005) – Rohan Sethi
- Murder (2004) – Sudhir Saigal
- Inteha (2003) – Ranbir Oberoi/Vikram Rathore/Rakesh Sharmae

## Asystent reżysera
- Awara Paagal Deewana (2002)